# Mike Hanke
Mike Hanke, född 5 november 1983 i Hamm, är en tysk före detta fotbollsspelare. Han har tidigare spelat i tyska landslaget.

## Meriter
Schalke 04
- Tyska cupen: 2002
- Intertotocupen: 2003, 2004

Tyskland
- Fifa Confederations Cup: Brons 2005
- VM-brons: 2006